# Manuel de Almada
Manuel de Almada (Lisboa, c. 1500 — Lisboa, 2 de Outubro de 1580) foi o 4.º bispo de Angra, tendo governado a diocese de 1564 a 1567. Durante a crise da sucessão que se seguiu à morte do cardeal-rei D. Henrique foi um dos poucos prelados que apoiou o Prior do Crato.

## Biografia
Nasceu em Lisboa, filho de Gil Álvares ou Gil Gonçalves e de sua mulher Isabel de Almada, duma família da aristocracia. Pertencente aos chamados Almadas dos Olivais pelos genealogistas, cuja origem da sua família vinha do desembargador Aires Gomes de Almada, seu avô, e anteriormente de Gomes de Almada, um honrado cidadão de Lisboa do tempo de D. João I, e era neto do licenciado Aires Gomes de Almada que tinha sido escolhido por D. João II de Portugal para renegociar com Castela após a descoberta da América por Cristóvão Colombo
Destinado à vida sacerdotal, foi ordenado padre muito cedo.
Foi doutor em Cânones pela Faculdade de Cânones da Universidade de Coimbra, tendo exercido diversos cargos eclesiásticos, entre os quais o de Desembargador dos Agravos, chantre da Sé de Lisboa, inquisidor e deputado da Mesa da Consciência e conservador das Ordens Militares. Foi também governador da Relação do Porto.
Enquanto cónego da Sé de Lisboa, foi auxiliar de D. Agostinho Ribeiro, quando este deixou de ser o bispo de Angra e passou a ter a função de inquisidor na Ilha de São Miguel dos Açores, que exerceu até 27 de Outubro de 1538 (a data da morte do referido bispo).
Aquando do casamento da princesa D. Maria de Portugal, filha do infante D. Duarte, irmão mais novo de D. João III de Portugal, com Alessandro Farnese, Duque de Parma e Piacenza, no ano de 1555, integrou o grupo de nobres que a acompanhou a Bruxelas.
Como prelado da mitra açoriana, participou nas Cortes que tiveram lugar em Lisboa, em Dezembro de 1562.
Foi também capelão-mor de D. Catarina de Áustria, viúva do rei D. João III de Portugal.
Em 1564 o cardeal Henrique de Évora, regente em nome do rei D. Sebastião de Portugal, apresentou Manuel de Almada para prelado da Diocese de Angra, no qual foi confirmado pela Santa Sé. Sagrado bispo, tomou posse da sua diocese por procuração, nunca nela entrando. Governou por meio de uma junta por ele nomeada e composta de três membros do cabido Durante este episcopado começaram a ter aplicação nos Açores as decisões do Concílio de Trento.
.
Ao ser feito confessor da rainha renunciou ao bispado de Angra a 26 de Setembro de 1567, tendo antes tentado que o açoriano Dr. Gaspar Frutuoso aceitasse o governo da diocese como vigário-geral, o que não conseguiu. A ela, dedicou a sua obra escrita «Adversus Epistulam Gualteri Hadonni Serenissima Regina Anglia a Supplicum Libelis contra Reverendi P. Hyronimi Oforii Lusitani Episcopi Silversis epistolam super editam». Esta foi escrita, em 1566, enquanto estava na Flandres, ao conhecer o escrito difamatório de Walter Haddon, secretário da rainha Isabel Tudor, contra D. Jerónimo Osório, bispo do Algarve, onde defende as virtudes católicas contra os "erros" protestantes (anglicanos).
Terá ocupado a função Conservador e Juiz apostólico exclusivo da Misericórdia da Covilhã, fora da jurisdição episcopal, por bula papal, com os privilégios, graças e indulgências da Confraria e Irmandade da Caridade de Roma, a que estava agregada desde 1575.
O bispo do Porto, D. Aires da Silva, o seu tio que estava de partida para a Batalha de Alcácer Quibir e lá morreu, deixa-lhe a obrigação de acompanhar o Mosteiro de Ferreira.
Jaz sepultado na Sé Catedral de Lisboa.